# Roque Bluffs
Roque Bluffs ist eine Town im Washington County des Bundesstaates Maine in den Vereinigten Staaten. Im Jahr 2020 lebten dort 296 Einwohner in 267 Haushalten (in den Vereinigten Staaten werden auch Ferienwohnungen als Haushalte gezählt) auf einer Fläche von 50,58 km².

## Geographie
Nach dem United States Census Bureau hat Roque Bluffs eine Gesamtfläche von 50,58 km², von der 26,91 km² Land sind und 23,67 km² aus Gewässern bestehen.

### Geographische Lage
Roque Bluffs liegt im Süden des Washington Countys am Atlantischen Ozean. Zum Gebiet der Town gehören auch einige Inseln. Die größeren sind: Fellows Island und Pond Cove Island. Im Osten wird Roque Bluffs durch die Little Kennebec Bay begrenzt, im Süden durch die Englishman Bay und im Westen durch den Mündungsarm des Chandler Rivers. An der Englishman Bay liegt der Süßwassersee Simpson Pond im Roque Bluffs State Park. Die Oberfläche ist leicht hügelig, ohne nennenswerte Erhebungen.

### Nachbargemeinden
Alle Entfernungen sind als Luftlinien zwischen den offiziellen Koordinaten der Orte aus der Volkszählung 2010 angegeben.
- Norden: Whitneyville, 15,5 km
- Nordosten: Machias, 8,7 km
- Osten: Machiasport, 8,4 km
- Südwesten: Jonesport, 7,0 km
- Westen: Jonesboro, 9,9 km

### Stadtgliederung
In Roque Bluffs gibt es kein ausgeprägtes Siedlungsgebiet.

### Klima
Die mittlere Durchschnittstemperatur in Roque Bluffs liegt zwischen −7,8 °C (18 °F) im Januar und 20,0 °C (68 °F) im Juli. Damit ist der Ort gegenüber dem langjährigen Mittel der USA um etwa 9 Grad kühler. Die Schneefälle zwischen Oktober und Mai liegen mit bis zu zweieinhalb Metern mehr als doppelt so hoch wie die mittlere Schneehöhe in den USA; die tägliche Sonnenscheindauer liegt am unteren Rand des Wertespektrums der USA.

## Geschichte
Roque Bluffs wurde am 12. März 1891 als Town organisiert. Zuvor gehörte das Gebiet zur Town Jonesboro, aus der es herausgelöst wurde. Benannt wurde die Town nach dem benachbarten Roque Island wobei die Herkunft des Namens Roque unbekannt ist. Neben der historischen Welch Farm, auf der Blaubeeren kultiviert werden, stellt der Tourismus den Hauptwirtschaftszweig der Town dar.

### Einwohnerentwicklung
| Volkszählungsergebnisse – Town of Roque Bluffs, Maine | Volkszählungsergebnisse – Town of Roque Bluffs, Maine | Volkszählungsergebnisse – Town of Roque Bluffs, Maine | Volkszählungsergebnisse – Town of Roque Bluffs, Maine | Volkszählungsergebnisse – Town of Roque Bluffs, Maine | Volkszählungsergebnisse – Town of Roque Bluffs, Maine | Volkszählungsergebnisse – Town of Roque Bluffs, Maine | Volkszählungsergebnisse – Town of Roque Bluffs, Maine | Volkszählungsergebnisse – Town of Roque Bluffs, Maine | Volkszählungsergebnisse – Town of Roque Bluffs, Maine | Volkszählungsergebnisse – Town of Roque Bluffs, Maine |
| Jahr                                                  | 1900                                                  | 1910                                                  | 1920                                                  | 1930                                                  | 1940                                                  | 1950                                                  | 1960                                                  | 1970                                                  | 1980                                                  | 1990                                                  |
| ----------------------------------------------------- | ----------------------------------------------------- | ----------------------------------------------------- | ----------------------------------------------------- | ----------------------------------------------------- | ----------------------------------------------------- | ----------------------------------------------------- | ----------------------------------------------------- | ----------------------------------------------------- | ----------------------------------------------------- | ----------------------------------------------------- |
| Einwohner                                             | 168                                                   | 105                                                   | 98                                                    | 108                                                   | 120                                                   | 80                                                    | 152                                                   | 153                                                   | 244                                                   | 234                                                   |
| Jahr                                                  | 2000                                                  | 2010                                                  | 2020                                                  | 2030                                                  | 2040                                                  | 2050                                                  | 2060                                                  | 2070                                                  | 2080                                                  | 2090                                                  |
| Einwohner                                             | 264                                                   | 303                                                   | 296                                                   |                                                       |                                                       |                                                       |                                                       |                                                       |                                                       |                                                       |

## Kultur und Sehenswürdigkeiten

### Parks
Der Roque Bluffs State Park befindet sich im Südwesten des Gebietes der Town am Atlantischen Ozean. Dadurch besitzt er eine große Vielfalt an Küstenlandschaften. Entlang der Englishman Bay befindet sich ein 800 m langer, halbmondförmiger Strand aus Sand und Kieselsteinen, hinter dem Strand liegt der 60 Ha große Simpson Pond, ein Süßwassersee. Über ein 10 km langes Wegenetz ist das Landesinnere mit alten Obstgärten, Feldern und Wäldern erschlossen. Die auch entlang der felsigen Ufer von Great Pond Cove und Cove führen.

## Wirtschaft und Infrastruktur

### Verkehr
Roque Bluffs und auch der Roque Bluffs State Park werden nur durch kommunale Straßen erschlossen.

### Öffentliche Einrichtungen
Es gibt keine medizinische Einrichtungen oder Krankenhäuser in Roque Bluffs. Die nächstgelegenen befinden sich in Machias.
Roque Bluffs besitzt keine eigene Bücherei, die nächstgelegenen befinden sich in Machias, East Machias und Winterville.

### Bildung
Für die Schulbildung in Roque Bluffs ist das Roque Bluffs School Department zuständig.
Roque Bluffs gehört mit Cutler, East Machias, Jonesboro, Machias, Machiasport, Marshfield, Northfield, Wesley, Whiting und Whitneyville zum Schulbezirk AOS 96.
Im Schulbezirk werden folgende Schulen angeboten:
- Bay Ridge Elementary School in Cutler, mit Schulklassen von Kindergarten bis zum 8. Schuljahr
- Elm Street School in East Machias, mit Schulklassen von Pre-Kindergarten bis zum 8. Schuljahr
- Jonesboro Elementary School in Jonesboro, mit Schulklassen von Pre-Kindergarten bis zum 8. Schuljahr
- Rose M. Gaffney School in Machias, mit Schulklassen von Pre-Kindergarten bis zum 8. Schuljahr
- Fort O’Brien School in Machiasport, mit Schulklassen von Pre-Kindergarten bis zum 8. Schuljahr
- Wesley Elementary School in Wesley, mit Schulklassen von Kindergarten bis zum 8. Schuljahr
- Whiting Village School in Whiting, mit Schulklassen von Kindergarten bis zum 8. Schuljahr
- Machias Memorial High School in Machias, mit Schulklassen vom 9. bis zum 12. Schuljahr

Zudem befindet sich in Machias die Washington Academy, eine private vorbereitende High School. Die Akademie wurde 1792 gegründet und hat Internats- und Tagesschüler.
Die University of Maine hat einen Standort mit der University of Maine at Machias in Machias.

## Persönlichkeiten

### Persönlichkeiten, die vor Ort gewirkt haben
- Henry Winterfeld (1901–1990), Schriftsteller und Künstler